# Casa del Bosque (Buitrago del Lozoya)
La Casa del Bosque es un palacete renacentista concluido a finales del siglo XVI, que se ubica en el municipio español de Buitrago del Lozoya, en la parte septentrional de la Comunidad de Madrid. Actualmente se encuentra en estado ruinoso.

## Historia
La historia de este edificio se vincula a la poderosa Casa de Mendoza, que, en el siglo XIV, recibió el Señorío de Buitrago de manos del rey Enrique II de Castilla. 
En el siglo XV, Íñigo López de Mendoza, marqués de Santillana, adquirió la Dehesa del Bosque, una finca de caza mayor situada en la margen izquierda del río Lozoya, a unos dos kilómetros del casco histórico de la villa.
En el siglo XVI, uno de sus descendientes, Íñigo López de Mendoza, quinto duque del Infantado, ordenó la construcción de una villa de recreo en la citada finca. Las obras se realizaron en dos fases, una primera construcción realizada entre 1514 y 1520 y, después una segunda iniciada en noviembre de 1596, que finalizó alrededor del año 1600, bajo la dirección de Diego de Balera.
En el año 2017 se realizó un trabajo sobre el estado de la construcción como informe previo al proyecto de intervención arquitectónica para la conservación del edificio. En este documento se detallan las lesiones diagnosticadas en fichas técnicas que recopilan de manera científica los problemas que se deben abordar para proponer actuaciones adecuadas para la preservación del edificio y de sus valores patrimoniales.

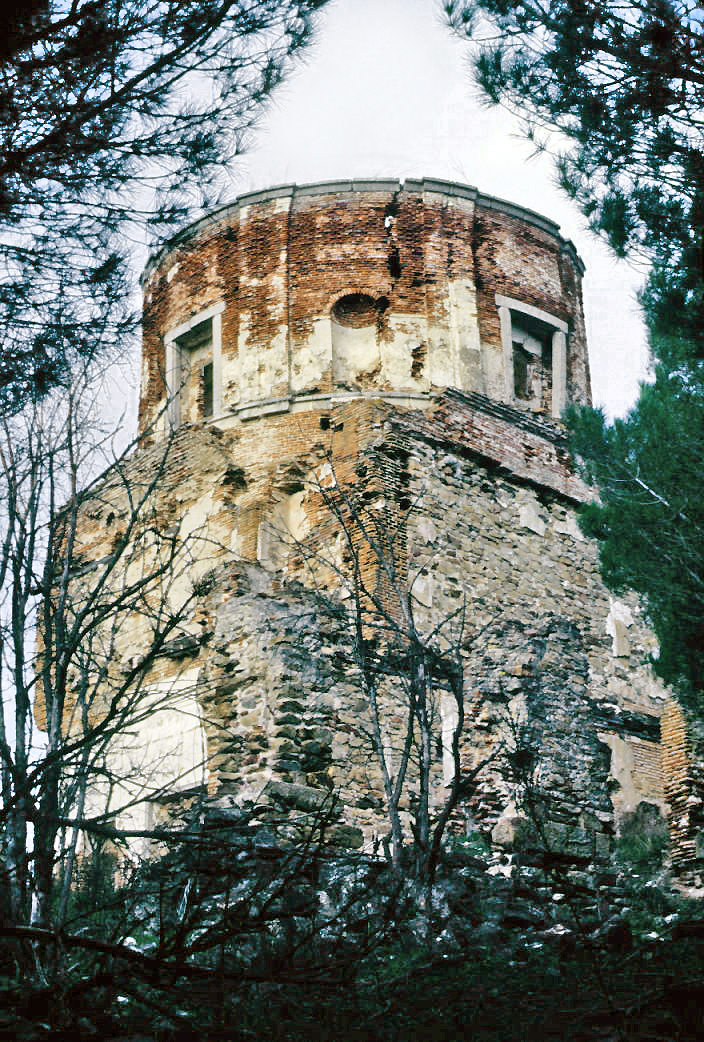
Aspecto de la Casa del Bosque en el año 1989.

## Descripción
Según el historiador José Miguel Muñoz Jiménez, el palacete guarda similitudes en su concepto y trazado con las villas palladianas, levantadas en la segunda mitad del siglo XVI en la región italiana de Véneto. Como éstas, la Casa del Bosque se articula alrededor de una gran rotonda interior, que queda cubierta mediante una cúpula y que fue utilizada como capilla. 
La construcción que ha llegado hasta nuestros días se encuentra parcialmente derruida. Uno de los elementos mejor conservados es la estructura circular que preside el conjunto. También se mantienen en pie diferentes muros.
En los materiales de construcción, se combina la piedra con fábrica de ladrillo.